# Pécs2010 Kulturhauptstadt Europas

Logo der Kulturhauptstadt Pécs 2010

Als Pécs2010 Kulturhauptstadt wird das Kulturprogramm der ungarischen Stadt Pécs (dt. Fünfkirchen) für die im Jahr 2010 abgehaltenen Events bezeichnet, die gemeinsam mit den Kulturprogrammen der deutschen Stadt Essen, stellvertretend für das Ruhrgebiet (RUHR.2010) und der türkischen Stadt Istanbul als Kulturhauptstadt Europas abgehalten werden.
Schon im Vorfeld, im Jahr 2009, wurde die Stadt Pécs mit dem Melina-Mercouri-Preis, der für außerordentliche kulturpolitische Bemühungen vergeben wird, ausgezeichnet. Der Betrag, der mit der Preiserlangung einherging, sollte für das künstlerische Programm verwendet werden.

## Bewerbung
Nachdem im Jahr 2004 die Ausschreibung ergab, dass eine ungarische Stadt die Gelegenheit bekommen wird, sich 2010 als Kulturhauptstadt präsentieren, wurde eine landesinterne Ausschreibung gestartet. Es bewarben sich insgesamt elf Städte. Im März wurde eine erste Auswahl getroffen, wo nur mehr sieben Städte mit folgenden Themen in die engere Auswahl kamen:
- Budapest: Wasser und Metropole
- Debrecen: Offene Tore
- Eger: Tausend Jahre, tausend Argumente, sowie offenes Eger
- Győr: Technik, Kultur und Umwelt: Die Harmonie der Zukunft
- Miskolc: 70 000 Jahre unserer Kultur – Warum gerade Miskolc?
- Pécs: Pécs – Wurzeln der Zukunft: Rendezvous im Herzen Europas
- Sopron: Franz Liszts Sopron, Weltnaturerbe Neusiedler See, paneuropäisches Picknick

Die anderen Städte Kaposvár, Kecskemét, Székesfehérvár und Veszprém sind ausgeschieden.
Eine nationale Koordinierungsstelle, das Ministerium für Nationales Kulturerbe, wurde eingerichtet.
Schlussendlich gab die ungarische Regierung die Bewerbung von Pécs an erster Stelle, Miskolc und Debrecen an zweiter und dritter Stelle in Brüssel ab und die Jury gab Pécs den Zuschlag.
Pécs wählte nun das Motto Die grenzenlose Stadt.

## Vorbereitungen und nachhaltige Ziele
Wenn auch der Großteil der Vorbereitungen in kleinen Schritten erfolgte, so gab es doch einige Meilensteine, die auch nach Ablauf des Kulturhauptstadtjahres erhalten bleiben sollen. So wurde ein Wissenzentrum mit einer neuen Bibliothek sowie mit einem Tagungs- und Seminarzentrum errichtet. Die Kosten beliefen sich auf 4,6 Milliarden Forint (knapp 17 Mio. Euro), wovon auch die Europäische Union Teile übernahm. Im alten Stadtteil Tettye wurden oder werden Teile des Renaissanceanwesen von Bischof György Szathmáry restauriert.
Zu den Ausbauplänen, die auch nach Ablauf des Jahres noch Wirkung zeigen sollen, ist der Ausbau der Porzellanmanufaktur Zsolnay zu einem Kulturviertel zu zählen. Diese Jugendstilgebäude wurden als Künstlerviertel zu einem Ausstellungszentrum auch mit der notwendigen Gastronomie ausgebaut. Auf 41.000 m² Fläche sollen bis zu 200.000 Besucher jährlich Kulturveranstaltungen besuchen können. Im Süden des Zsolny-Viertels werden Gebäude für Kunstinstitute der Universität Pécs zur Verfügung stehen.
Ziel soll aber nicht nur die Kunst, sondern auch die Förderung der Infrastruktur, wie der Bau des Teilstücks der Autobahn M60 Budapest-Pécs, sein.
Kritik wurde bereits während der Vorbereitungen von den Minderheiten geübt, die den Umgang der Öffentlichkeit mit den Mitbürgern der Minderheiten in der Werbung als geschönt empfinden, während die Realität anders aussähe. So wird beispielsweise das Gandhi-Gymnasium als erstes Roma-Gymnasium hervorgehoben, während die Romanes selbst in der Realität ausgegrenzt würden.

## Eröffnung
Die offiziellen Eröffnungsfeierlichkeiten des Kulturhauptstadt-Jahres 2010 fanden unter Anwesenheit des ungarischen Ministerpräsidenten Gordon Bajnai am 10. Januar 2010 statt und spiegelten die multi-ethnische Geschichte der Stadt Pécs wider.
Mit Hilfe etlicher hundert Darsteller wurden alle die Stadt prägenden Epochen dargestellt. Dabei wurde ein visueller Bogen von der römischen Geschichte über die osmanische Zeit bis zur jüngsten Kulturgeschichte gespannt. Eine Lasershow und Diaprojektionen auf die osmanische Moschee, ein Wahrzeichen Pécs, unterstützte dabei das Spektakel.
Ein Feuerwerk und die Uraufführung des Liedes Várj míg felkel majd a Nap („Warte, bis die Sonne aufgeht“) des ungarischen Popstars Ferenc Demjén rundeten die Eröffnung ab.

## Veranstaltungsprogramm
Hauptaugenmerk wird neben dem eigentlichen Programm auf die bildende Kunst gelegt, da aus Pécs wichtige Vertreter folgender Kunststile entstammen:
Victor Vasarely als Begründer der Op-Art, und Marcel Breuer, einer der wichtigsten Vertreter des Bauhauses.
Da auch Istanbul im Jahr 2010 die Kulturhauptstadt Europas ist, wird die Türkei, gerade wegen der osmanischen Geschichte Pécs, besonders mitberücksichtigt.
Während des Jahres werden neben Einzelveranstaltungen auch Tanz-, Theater-, Literatur-, Film- und Musikfestivals abgehalten.

### Frühlingsfestival Pécs
Das Pécser Frühlingsfestival (15. März bis 7. April 2010) deckt einen weiten Bereich ab, der stilistisch sowohl klassische als auch zeitgenössische Künste abdeckt und von Literaturdarbietungen über Volkskunst, Tanz, Theater bis zur Chor- und Orchestermusik reicht. Teil des Festivals ist auch das III. Internationale Jazz-Wochenende am 21. und 22. März 2010.

### Fringe 2010 Festival
Zum Fringe Festival (2. bis 4. April 2010) haben sich fast 400 Personen registrieren lassen, die mit Solo- oder Gruppenauftritten nach dem Vorbild des Fringefestes in Edinburgh viele künstlerische Bereiche abdecken. So sind im Rahmen dieses Festes Theater-, Puppentheater-, Musik-, Tanz- und Literaturdarbietungen geplant. Dieses in Pécs stattfindete Fringe-Festival, das ein Teil des Budapester Fringe-Festivals ist, bietet so neben dem eigentlichen Programm des Kulturhauptstadtjahres ein Alternativangebot, bei dem auch jungen bislang unbekannten Künstlern eine Plattform für Auftritte zur Verfügung gestellt wird.

### Internationales Zirkus und Straßentheater Festival
Das im Juli 2010 stattfindende Zirkus und Straßentheater-Festival versucht mit Hilfe der beteiligten Künstler und Artisten aus dem Blickwinkel eines nicht Einheimischen sowohl den Bewohnern als auch allen Besuchern die Besonderheiten der Stadt Pécs näher zu bringen. Bei den Darbietungen soll jeweils eine Beziehung zu den Zusehern aufgebaut werden um die üblichen sozialen Verknüpfungen, das Handeln und die Verhaltensweisen der Menschen in einer Stadt zu ergründen. Begleitet werden jene Darbietungen von Workshops und Analysebesprechungen.
Die Vorstellungen, Events und Auftritte finden dabei sowohl in einem Zirkuszelt als auch im Freien statt.
Neben Einzeldarbietungen diverser Akrobaten, Jongleure und anderen Zirkusartisten erfolgt beim Festival die Premiere des neuen Programms der Französischen Zirkusakademie (Le Centre National des Arts du Cirque - Châlons en Champagne).

### Sétatér Festival
Das Sétatér Festival („Tummelplatz-Festival“) wird als eines der wichtigsten Höhepunkte bezeichnet (12. bis 21. Juni 2010) und findet entsprechend seinem Namen am Promenadenplatz (Sétatér) in Pécs statt. Das Fest beinhaltet neben populären Musikvorführungen auch Jazz, wobei neben ungarischen Künstlern auch prominente internationale Gruppen eingeladen sind.
Neben modernen Tanzaufführungen werden auch Folkloregruppen den multikulturellen Hintergrund der Stadt hervorheben.
Das Festival wird durch Installationen und Ausstellungen abgerundet, die Studenten der bildenden Kunst an der Pécser Universität erstellt haben.

### Wind Music Grand Prix of Hungary
Der Grand Prix der ungarischen Marschmusik (1. bis 14. Juli 2010) fungiert zugleich als internationaler Blasmusikwettbewerb und als Festival mit einem mehr als 300-stündigen Musikprogramm, zu dem über 3.000 Teilnehmer erwartet werden, die über 200 Konzerte geben.
Die Veranstaltung ist vor allem für Amateurorchester und Kapellen gedacht, die im Rahmen von Konzerten ihr musikalisches Spektrum präsentieren wollen, wobei eine Teilnahme beim Wettbewerb nicht zwingend erforderlich ist.
Als Rahmenprogramm erwartet die Besucher auch eine internationale Musikausstellung samt Musikmesse und ein Meisterkurs.

### XV. internationale Pécser Puppenfestival für Erwachsene
Das internationale Puppenfestival (23. bis 28. August 2010) für Erwachsene wird nur jedes dritte Jahr veranstaltet und bietet einerseits einen Wettbewerb für Amateure und Profis andererseits Galavorstellungen geladener renommierter Künstler. So werden auch Gäste aus Indonesien mit einem traditionellen Schattenspiel, ein vietnamesisches Wasserpuppentheater und eine Bunraku-Vorstellung aus Japan erwartet.

### IV. internationales Pécser Tanztreffen
Das Internationale Tanztreffen (20. bis 25. September 2010) spannt einen Bogen von traditionellen Tanzgruppen bis zum modernen Ballet.
In Zusammenarbeit mit Josef Nadj, dem Direktor des weltberühmten Centre Chorégraphique National d’Orléans, wird in ungarisch-serbisch-französischer Coproduktion ein neues Tanzprogramm erstellt.

### Balkan Weltmusik Festival und III. internationale und interdisziplinäre Konferenz am Tore des Balkans
Das Balkan Weltmusik Festival Ost - West Passage (11. bis 13. September 2010) präsentiert Musik aus dem südeuropäischen Raum. Dabei gewähren Orchester aus der Türkei, Rumänien, Bulgarien und Mazedonien einen Einblick in die kulturelle Vielfalt des Balkans.
Als Rahmenprogramm werden Ausstellungen zeitgenössischer Kunst, philosophische und literarische Workshops angeboten, ergänzt von der Möglichkeit mit Künstlern und Denkern in öffentliche Diskussion zu treten. Dabei soll eine Basis zur Interaktion zwischen den unterschiedlichen Kulturen geboten werden.
Der Titel der parallel stattfindenden Konferenz The 4th Meeting At The Balkan lautet: „Aufhebung aller kultureller Differenzen – die Ethik, Poetik und Politik grenzenloser Gastfreundschaft“. Ziel ist es, Möglichkeiten zu entwickeln, das Bild des Balkans intelligent und umfassend neu zu definieren.

### Pécser Universitätstage
Als Universitätsstadt bot Pécs während der Pécser Universitätstage (21. bis 24. April 2010) als Fest der Studenten ein buntes Spektrum anspruchsvoller und leichter unterhaltender Musik an. Insgesamt traten dabei 30 ungarische und zehn internationale Musikformationen auf. Das Festival wurde von Ausstellungen und künstlerischer Installationen begleitet.

### Europa der Acht –A Nyolcak Európája
Die Ausstellung Europa der Acht (18. Oktober 2010 bis 30. April 2011) erinnert an die legendären Budapester Ausstellungen der ungarischen Avantgarde Anfang des 20. Jahrhunderts, die als die Acht eine neue Periode in der Geschichte der ungarischen Kunst eröffneten und von 1905 bis 1915 parallel zur zeitgenössischen Kunst eine neue Mal- und Grafikstilrichtung entwickelten. So werden über 200 Bilder, Grafiken, Plastiken bzw. Stickereien der Künstler Vilmos Fémes Beck, Róbert Berény, Dezső Czigány, Béla Czóbel, Károly Kernstok, Anna Lesznai, Ödön Márffy, Dezső Orbán, Bertalan Pór, Lajos Tihanyi und Márk Vedres ausgestellt.

### From Art to Life – Ungarn im Banne der Bauhausarchitektur
Die Ausstellung From Art to Life – Ungarn im Banne der Bauhausarchitektur (15. August bis 15. Oktober 2010) belegt, welch eine wichtige Rolle die Stadt Pécs und Umgebung in der Geschichte moderner Kunst und Architektur einnimmt, die es besonders der Mitglieder des Bauhauses zu verdanken hat. Die Werke der Bauhauskünstler Marcel Breuer, Alfréd Forbát, Hugó Johan, Farkas Molnár, Henrik Stefán, Andor Weininger und Etel Fodor werden dabei in einer umfangreichen Ausstellung präsentiert, die bildende Kunst, angewandte Grafiken, Design, Architektur- und Theaterprojekte umfasst. Diese wird dabei von einem Rahmenprogramm ergänzt, das sowohl Familientage als auch spezielle Kinderprogramme beinhaltet. Lokale Touren belegen die Aktivitäten der Bauhaus-Künstler in Pécs und Umgebung, Bauhaus-Feste wie das Drachenfest und das Laternenfest sollen wiederbelebt und schlussendlich Theater und Puppentheaterproduktionen im Sinne des Bauhauses aufgeführt werden.
Die Ausstellung wird in Zusammenarbeit mit dem Bauhaus-Archiv in Berlin und dem Janus Pannonius Museum organisiert.

### Pécs Cantat
Über 1000 Teilnehmer, Chormitglieder, Dirigenten und Musikpädagogen aus Europa und anderen Kontinenten treffen sich im Rahmen der Pécs Cantat (15. bis 22. August 2010), um Werke der ungarischen Komponisten Zoltán Kodály und Béla Bartók zu erarbeiten und diese aufzuführen.
Bewohnern und Besuchern bietet sich dabei die besondere Möglichkeit im Rahmen von Abendveranstaltungen im Pécser Dom gemeinsam mit den Teilnehmern der Pécs Cantat zu musizieren.